# Футбол на Літній універсіаді 2013 — чоловічий турнір
Змагання з футболу серед чоловічих команд на XXVII літній Універсіаді в Казані пройшли з 5 по 16 липня 2013 року та завершилися перемогою збірної Франції.
У турнірі взяли участь 16 команд, розподілені на попередньому етапі на 4 групи по 4 команди. У кожній з груп команди зіграли один з одним по одному матчу. Дві найкращі команди з кожної групи продовжили боротьбу за місця з 1 по 8 по системі плей-офф. Команди, що зайняли 3 та 4 місця в групах, розіграли місця з 9 по 16.

## Команди
| Африка                         | Америка                              | Азія                | Європа                                                          |
| ------------------------------ | ------------------------------------ | ------------------- | --------------------------------------------------------------- |
| Алжир (відмовилась від участі) | Бразилія Канада Мексика Перу Уругвай | КНР Японія Малайзія | Франція Велика Британія Італія Ірландія Росія Туреччина Україна |

## Попередній раунд

### Група A
| Команда  | І | В | Н | П | ЗМ | ПМ | РМ | О |
| -------- | - | - | - | - | -- | -- | -- | - |
| Росія    | 3 | 2 | 0 | 1 | 5  | 2  | +3 | 6 |
| Ірландія | 3 | 1 | 1 | 1 | 4  | 4  | 0  | 4 |
| Мексика  | 3 | 1 | 1 | 1 | 1  | 2  | −1 | 4 |
| КНР      | 3 | 0 | 2 | 1 | 2  | 4  | −2 | 2 |

| 5 липня 2013 20:00 |

| Росія     | 1-2 | Ірландія                       |
| --------- | --- | ------------------------------ |
| Дядюн 16' |     | Девідсон 12' Форсит 81' (пен.) |

| «Рубін», Казань Арбітр: Антоніо Дамато (Італія) |

| 5 липня 2013 20:00 |

| КНР | 0-0 | Мексика |
| --- | --- | ------- |
|     |     |         |

| «Трудові резерви», Казань Арбітр: Сергій Деренов (Молдова) |

| 8 липня 2013 20:00 |

| Росія                   | 2-0 | Мексика |
| ----------------------- | --- | ------- |
| Нікітін 55' Устінов 69' |     |         |

| «Рубін», Казань Арбітр: Куласанде Конко (Південна Африка) |

| 8 липня 2013 20:00 |

| КНР                          | 2-2 | Ірландія              |
| ---------------------------- | --- | --------------------- |
| Ган Ґонґуй 45+2' Чуй Бою 89' |     | Аддіс 2' Мулліган 44' |

| «Трудові резерви», Казань Арбітр: Сілвіу-лонел Петреску (Канада) |

| 10 липня 2013 20:00 |

| Росія                       | 2-0 | КНР |
| --------------------------- | --- | --- |
| Дядюн 66' Безліхотнов 90+3' |     |     |

| «Рубін», Казань Арбітр: Дієго Гаро (Перу) |

| 10 липня 2013 20:00 |

| Мексика       | 1-0 | Ірландія |
| ------------- | --- | -------- |
| Альварадо 37' |     |          |

| «Трудові резерви», Казань Арбітр: Юдай Ямамото (Японія) |

### Група B
| Команда   | І | В | Н | П | ЗМ | ПМ | РМ | О |
| --------- | - | - | - | - | -- | -- | -- | - |
| Японія    | 3 | 3 | 0 | 0 | 9  | 1  | +8 | 9 |
| Україна   | 3 | 1 | 1 | 1 | 6  | 7  | −1 | 4 |
| Уругвай   | 3 | 0 | 2 | 1 | 3  | 4  | −1 | 2 |
| Туреччина | 3 | 0 | 1 | 2 | 2  | 8  | −6 | 1 |

| 5 липня 2013 14:00 |

| Японія                                                 | 4-0 | Туреччина |
| ------------------------------------------------------ | --- | --------- |
| Наґасава 12' (пен.) Чаджима 72' Акасакі 79' Шімода 83' |     |           |

| «Рубін», Казань Арбітр: Куласанде Конко (Південна Африка) |

| 5 липня 2013 14:00 |

| Уругвай                | 2-2 | Україна                  |
| ---------------------- | --- | ------------------------ |
| Піротто 15' Давіла 87' |     | Курило 25' Кравченко 27' |

| «Трудові резерви», Казань Арбітр: Сілвіу-лонел Петруску (Румунія) |

| 8 липня 2013 17:00 |

| Японія                                     | 4-1 | Україна            |
| ------------------------------------------ | --- | ------------------ |
| Акасакі 50', 80' Kuruyama 63' Мацумото 75' |     | Климентовський 29' |

| «Рубін», Казань Арбітр: Дієго Гаро (Перу) |

| 8 липня 2013 17:00 |

| Уругвай    | 1-1 | Туреччина |
| ---------- | --- | --------- |
| Давіла 46' |     | Sen 17'   |

| «Трудові резерви», Казань Арбітр: Тан Гай (Китай) |

| 10 липня 2013 17:00 |

| Японія      | 1-0 | Уругвай |
| ----------- | --- | ------- |
| Чаджима 72' |     |         |

| «Рубін», Казань Арбітр: Володимир Казменко (Росія) |

| 10 липня 2013 17:00 |

| Україна                              | 3-1 | Туреччина |
| ------------------------------------ | --- | --------- |
| Галенко 50' Кравченко 59' Кіфа 90+4' |     | Какір 61' |

| «Трудові резерви», Казань Арбітр: Олександр Алієв (Казахстан) |

### Група C
| Команда         | І | В | Н | П | ЗМ | ПМ | РМ | О |
| --------------- | - | - | - | - | -- | -- | -- | - |
| Велика Британія | 2 | 1 | 0 | 1 | 2  | 1  | +1 | 3 |
| Малайзія        | 2 | 1 | 0 | 1 | 2  | 2  | 0  | 3 |
| Італія          | 2 | 1 | 0 | 1 | 1  | 2  | −1 | 3 |

| 5 липня 2013 20:00 |

| Італія | 0-2 | Малайзія                         |
| ------ | --- | -------------------------------- |
|        |     | Таміл 21' Саарвіндран 87' (пен.) |

| «Ракета», Казань Арбітр: Хорхе Рохас (Мексика) |

| 8 липня 2013 17:00 |

| Велика Британія      | 2-0 | Малайзія |
| -------------------- | --- | -------- |
| Альдред 19' Даєр 49' |     |          |

| «Олімп», Казань Арбітр: Олександр Алієв (Казахстан) |

| 10 липня 2013 17:00 |

| Велика Британія | 0-1 | Італія   |
| --------------- | --- | -------- |
|                 |     | Масі 68' |

| «Олімп», Казань Арбітр: Олександр Дердо (Україна) |

### Група D
| Команда  | І | В | Н | П | ЗМ | ПМ | РМ | О |
| -------- | - | - | - | - | -- | -- | -- | - |
| Франція  | 3 | 1 | 2 | 0 | 5  | 2  | +3 | 5 |
| Канада   | 3 | 1 | 2 | 0 | 5  | 3  | +2 | 5 |
| Бразилія | 3 | 1 | 2 | 0 | 2  | 1  | +1 | 5 |
| Перу     | 3 | 0 | 0 | 3 | 0  | 6  | −6 | 0 |

| 5 липня 2013 14:00 |

| Бразилія   | 1-0 | Перу |
| ---------- | --- | ---- |
| Бергер 68' |     |      |

| «Олімп», Казань Арбітр: Володимир Казменко (Росія) |

| 5 липня 2013 14:00 |

| Канада                     | 2-2 | Франція        |
| -------------------------- | --- | -------------- |
| Беймс 26' Мерфі 77' (пен.) |     | Вілла 11', 25' |

| «Ракета», Казань Арбітр: Юдай Ямамото (Японія) |

| 8 липня 2013 20:00 |

| Бразилія | 0-0 | Франція |
| -------- | --- | ------- |
|          |     |         |

| «Олімп», Казань Арбітр: Чанг Чінг (Китайський Тайпей) |

| 8 липня 2013 20:00 |

| Канада                  | 2-0 | Перу |
| ----------------------- | --- | ---- |
| Клєрк 31' Ковачевич 64' |     |      |

| «Ракета», Казань Арбітр: Олександр Дердо (Україна) |

| 10 липня 2013 20:00 |

| Бразилія   | 1-1 | Канада           |
| ---------- | --- | ---------------- |
| Бергер 38' |     | Мерфі 59' (пен.) |

| «Олімп», Казань Арбітр: Антоніо Дамато (Італія) |

| 10 липня 2013 20:00 |

| Франція                     | 3-0 | Перу |
| --------------------------- | --- | ---- |
| Басле 14' Безекурт 78', 89' |     |      |

| «Ракета», Казань Арбітр: Хорхе Рохас (Мексика) |

## Кваліфікаційні раунди

### Чвертьфінальний раунд

#### Матчі за 9-16 місце
| 12 липня 2013 17:00 |

| Італія                                       | 4-0 | Туреччина |
| -------------------------------------------- | --- | --------- |
| Мураторі 42' Дегері 48' Річчі 67' Пароді 89' |     |           |

| «Олімп», Казань Арбітр: Сергій Деренов (Молдова) |

| 12 липня 2013 17:00 |

| Мексика                       | 3-3      | Перу                               |
| ----------------------------- | -------- | ---------------------------------- |
| Лоя 11' Альварадо 43', 45+1'  |          | Базалар 64' (пен.), 74' Лойола 82' |
|                               | Пенальті |                                    |
| Мадрігал · Ґутьєрез · Ледезма | 3-0      | Ріоз · Фарфан · Лойола             |

| «Ракета», Казань Арбітр: Тан Гай (Китай) |

| 12 липня 2013 20:00 |

| Бразилія  | 1-4 | КНР                                      |
| --------- | --- | ---------------------------------------- |
| Франсі 4' |     | Хун 35', 82' Гу Мінг 49' Ган Ґуанґью 84' |

| «Ракета», Казань Арбітр: Ейко Саар (Естонія) |

### Півфінальний раунд

#### Матчі за 13-16 місце
| 14 липня 2013 17:00 |

| Туреччина                | 2-1 | Перу       |
| ------------------------ | --- | ---------- |
| Алаеддіноґлу 4' Турк 78' |     | Аренас 83' |

| «Олімп», Казань Арбітр: Юдай Ямамото (Японія) |

#### Матчі за 9-12 місце
| 14 липня 2013 17:00 |

| Італія                             | 1-1      | Мексика                              |
| ---------------------------------- | -------- | ------------------------------------ |
| Сантіні 58' (пен.)                 |          | Вазкез 78'                           |
|                                    | Пенальті |                                      |
| Пароді · Мураторі · Бурато · Карта | 2-4      | Ледезма · Мендез · Вазкез · Ґутьєрез |

| «Ракета», Казань Арбітр: Могд Амірул Ізван Бін Яакоб (Малайзія) |

| 14 липня 2013 20:00 |

| Уругвай                                                      | 2-2      | КНР                                                          |
| ------------------------------------------------------------ | -------- | ------------------------------------------------------------ |
| Піротто 87' Карлеваро 90'                                    |          | Гу Мінг 37', 75'                                             |
|                                                              | Пенальті |                                                              |
| Ґерреро · Піротто · Пуаль · Відаль · Фернандез · Фіноччьєтті | 6-5      | Хун · Ган Ґонґуй · Ґуо Зіїн · Кван Чанджи · Лу Бін · Гу Мінг |

| «Ракета», Казань Арбітр: Олександр Алієв (Казахстан) |

#### Матчі за 5-8 місце
| 14 липня 2013 17:00 |

| Ірландія                                             | 1-1      | Малайзія                                             |
| ---------------------------------------------------- | -------- | ---------------------------------------------------- |
| Девідсон 64' (пен.)                                  |          | Саарвіндран 70'                                      |
|                                                      | Пенальті |                                                      |
| О'Ші · Аддіс · Омагоні · Девідсон · Скаллан · Ендрус | 5-4      | Таміл · Саарвіндран · Фадлі · Рубен · Ірфан · Ферріс |

| «Трудові резерви», Казань Арбітр: Куласанде Конко (Південна Африка) |

| 14 липня 2013 20:00 |

| Канада | 0-1 | Україна       |
| ------ | --- | ------------- |
|        |     | Кравченко 66' |

| «Трудові резерви», Казань Арбітр: Тан Гай (Китай) |

### Фінальний раунд

#### Матч за 13-е місце
| 16 липня 2013 14:00 |

| Туреччина                                             | 4-2 | Бразилія                      |
| ----------------------------------------------------- | --- | ----------------------------- |
| Їлдірім 13' Чакір 24' Алеєддінногли 44' Османогли 89' |     | Бергер 16' (пен.) Пейксао 46' |

| «Олімп», Казань Арбітр: Tan Hai (China) |

#### Матч за 11-е місце
| 16 липня 2013 11:00 |

| Італія           | 2-1 | КНР         |
| ---------------- | --- | ----------- |
| Сантіні 24', 36' |     | Гу Мінг 11' |

| «Ракета», Казань Арбітр: Сілвіу-лонел Петреску (Канада) |

#### Матч за 9-е місце
| 16 липня 2013 14:00 |

| Мексика                              | 3-1 | Уругвай   |
| ------------------------------------ | --- | --------- |
| Мендез 44' Вазкез 45+1' Ґутьєрез 72' |     | Давіла 5' |

| «Ракета», Казань Арбітр: Сергій Деренов (Молдова) |

#### Матч за 7-е місце
| 16 липня 2013 11:00 |

| Малайзія        | 1-3 | Канада                                  |
| --------------- | --- | --------------------------------------- |
| Саарвіндран 28' |     | Валентін 40' Медорума 49' Ковачевич 83' |

| «Трудові резерви», Казань Арбітр: Володимир Казменко (Росія) |

#### Матч за 5-е місце
| 16 липня 2013 14:00 |

| Ірландія                                | 3-1 | Україна       |
| --------------------------------------- | --- | ------------- |
| Мернаг 17' Аддіс 76' Омагоні 83' (пен.) |     | Кравченко 88' |

| «Трудові резерви», Казань Арбітр: Дієго Гаро (Перу) |

## Відбірковий тур
|  | Чвертьфінали | Чвертьфінали | Чвертьфінали        |                 |                 | Півфінали   | Півфінали | Півфінали |                   |                   | Фінал             | Фінал             | Фінал |
|  |              |              |                     |                 |                 |             |           |           |                   |                   |                   |                   |       |
|  | D1           | Франція (p)  | 0 (4)               |                 |                 |             |           |           |                   |                   |                   |                   |       |
|  | A2           | Ірландія     | 0 (3)               |                 |                 |             |           |           |                   |                   |                   |                   |       |
|  | A2           | Ірландія     | 0 (3)               |                 | D1              | Франція (p) | 1 (3)     |           |                   |                   |                   |                   |       |
|  |              |              |                     |                 | D1              | Франція (p) | 1 (3)     |           |                   |                   |                   |                   |       |
|  |              | B1           | Японія              | 1 (1)           |                 |             |           |           |                   |                   |                   |                   |       |
|  | B1           | B1           | Японія              | 1 (1)           | Японія          | 4           |           |           |                   |                   |                   |                   |       |
|  | B1           |              |                     |                 | Японія          | 4           |           |           |                   |                   |                   |                   |       |
|  | C2           | Малайзія     | 0                   |                 |                 |             |           |           |                   |                   |                   |                   |       |
|  |              |              |                     |                 |                 |             |           |           |                   |                   | D1                | Франція (aet)     | 3     |
|  |              |              | C1                  | Велика Британія | 2               |             |           |           |                   |                   |                   |                   |       |
|  | A1           | Росія        | 4                   |                 |                 |             |           |           |                   |                   |                   |                   |       |
|  | D2           | Канада       | 1                   |                 |                 |             |           |           |                   |                   |                   |                   |       |
|  | D2           | Канада       | 1                   |                 | A1              | Росія       | 1 (3)     |           | Матч за 3-є місце | Матч за 3-є місце | Матч за 3-є місце | Матч за 3-є місце |       |
|  |              |              |                     |                 | A1              | Росія       | 1 (3)     |           | Матч за 3-є місце | Матч за 3-є місце | Матч за 3-є місце | Матч за 3-є місце |       |
|  |              | C1           | Велика Британія (p) | 1 (5)           |                 |             |           |           |                   |                   |                   |                   |       |
|  | C1           | C1           | Велика Британія (p) | 1 (5)           | Велика Британія | 1           |           | B1        | Японія            | 3                 |                   |                   |       |
|  | C1           |              |                     |                 | Велика Британія | 1           |           | B1        | Японія            | 3                 |                   |                   |       |
|  | B2           | Україна      | 0                   |                 |                 |             |           |           |                   |                   | A1                | Росія             | 0     |

### Чвертьфінали
| 12 липня 2013 17:00 |

| Франція                                        | 0-0      | Ірландія                                  |
| ---------------------------------------------- | -------- | ----------------------------------------- |
|                                                |          |                                           |
|                                                | Пенальті |                                           |
| Ґазаґнес · Барсотті · Мергоні · Басле · Сансон | 4-3      | Форсит · Аддіс · Малоне · Девідсон · О'Ші |

| «Рубін», Казань Арбітр: Олександр Дердо (Україна) |

| 12 липня 2013 17:00 |

| Японія | 1-4 | Малайзія |
| ------ | --- | -------- |
|        |     |          |

| «Трудові резерви», Казань Арбітр: Чанг Чінг (Китайський Тайпей) |

| 12 липня 2013 20:00 |

| Росія                                        | 4-1 | Канада             |
| -------------------------------------------- | --- | ------------------ |
| Дядюн 9', 28' Нікіфоров 90+1' Bocharov 90+2' |     | Мерфі 45+2' (пен.) |

| «Рубін», Казань Арбітр: Хорхе Рохас (Мексика) |

| 12 липня 2013 20:00 |

| Велика Британія | 1-0 | Україна |
| --------------- | --- | ------- |
| Малін 1' (пен.) |     |         |

| «Трудові резерви», Казань Арбітр: Антоніо Дамато (Італія) |

### Півфінали
| 14 липня 2013 17:00 |

| Франція                     | 1-1      | Японія                                 |
| --------------------------- | -------- | -------------------------------------- |
| Вілла 45+1'                 |          | Акасакі 67'                            |
|                             | Пенальті |                                        |
| Ґазаґнес · Барсотті · Вассо | 3-1      | Наґасава · Футамі · Чаджима · Мацумото |

| «Рубін», Казань Арбітр: Сілвіу-лонел Петруску (Румунія) |

| 14 липня 2013 20:00 |

| Росія                                   | 1-1      | Велика Британія                        |
| --------------------------------------- | -------- | -------------------------------------- |
| Дядюн 68'                               |          | Реє 80'                                |
|                                         | Пенальті |                                        |
| Дядюн · Безліхотнов · Нікітін · Гулобєв | 3-5      | Платт · Даєр · Вінтер · Річман · Мозес |

| «Рубін», Казань Арбітр: Дієго Гаро (Перу) |

### Матч за 3-є місце
| 16 липня 2013 16:00 |

| Японія                     | 3-0 | Росія |
| -------------------------- | --- | ----- |
| Оґава 17' Акасакі 82', 89' |     |       |

| «Рубін», Казань Арбітр: Хорхе Рохас (Мексика) |

### Фінал
| 16 липня 2013 20:00 |

| Франція                                 | 3-2 | Велика Британія |
| --------------------------------------- | --- | --------------- |
| Сотока 18' Вінтер 51' (аг) Вейдерс 113' |     | Реє 68', 90+3'  |

| «Рубін», Казань Арбітр: Антоніо Дамато (Італія) |

## Фінальне розташування
| Місце | Команда         | Результат |
| ----- | --------------- | --------- |
| 1     | Франція         | 4-2-0     |
| 2     | Велика Британія | 3-0-2     |
| 3     | Японія          | 5-0-1     |
| 4     | Росія           | 3-0-3     |
| 5     | Ірландія        | 3-1-2     |
| 6     | Україна         | 2-1-3     |
| 7     | Канада          | 2-2-2     |
| 8     | Малайзія        | 1-0-4     |
| 9     | Мексика         | 4-1-1     |
| 10    | Уругвай         | 1-2-2     |
| 11    | Італія          | 3-0-2     |
| 12    | КНР             | 1-2-3     |
| 13    | Туреччина       | 2-1-3     |
| 14    | Бразилія        | 1-2-2     |
| 15    | Перу            | 0-0-5     |